# Akcenta
Akcenta ist ein in Tschechien ansässiger Devisen- und Zahlungsanbieter. Das Unternehmen ist seit 1997 auf dem tschechischen Finanzmarkt tätig. Es bietet kleinen und mittleren Unternehmen in der Tschechischen Republik, der Slowakei, Ungarn, Polen, Rumänien und Deutschland Währungsumrechnung, Absicherung und andere Zahlungsdienste an.

## Geschichte
Das Unternehmen hat seinen Sitz in Prag. Mehrheitsaktionär ist die österreichische Raiffeisen Bank International. Ende 2020 verfügte das Unternehmen über Vermögenswerte in Höhe von 93 Millionen Euro (ca. 2,4 Milliarden Tschechische Kronen) und führte in diesem Jahr Transaktionen für seine Kunden im Gesamtwert von fast sieben Milliarden Euro (180 Milliarden Kronen) durch.
Im Jahr 2013 verhängte das Kartellamt in der Slowakei gegen VÚB, Slovenská spořitelna und die slowakische ČSOB eine Geldstrafe von insgesamt 10,19 Millionen Euro, weil sie die Konten von Akcenta gekündigt hatten, um das Unternehmen aus dem slowakischen Markt zu verdrängen.
Im Mai 2015 gab das Unternehmen offiziell seinen Markteintritt in Rumänien bekannt.
Im Oktober 2020 kaufte Akcenta den Dienst Zalep.to, einen Peer-to-Peer-Dienst, der Unternehmer, die Forderungen (Rechnungen) verkaufen möchten, mit Investoren verbindet, deren Ziel es ist zu investieren.
Im Februar 2021 erwarb die Raiffeisen Bank International Akcenta. Dabei erwarb Raiffeisen einen Anteil von 70 %, die restlichen 30 % übernahm die tschechische Tochtergesellschaft Raiffeisenbank.